# Neogramáticos

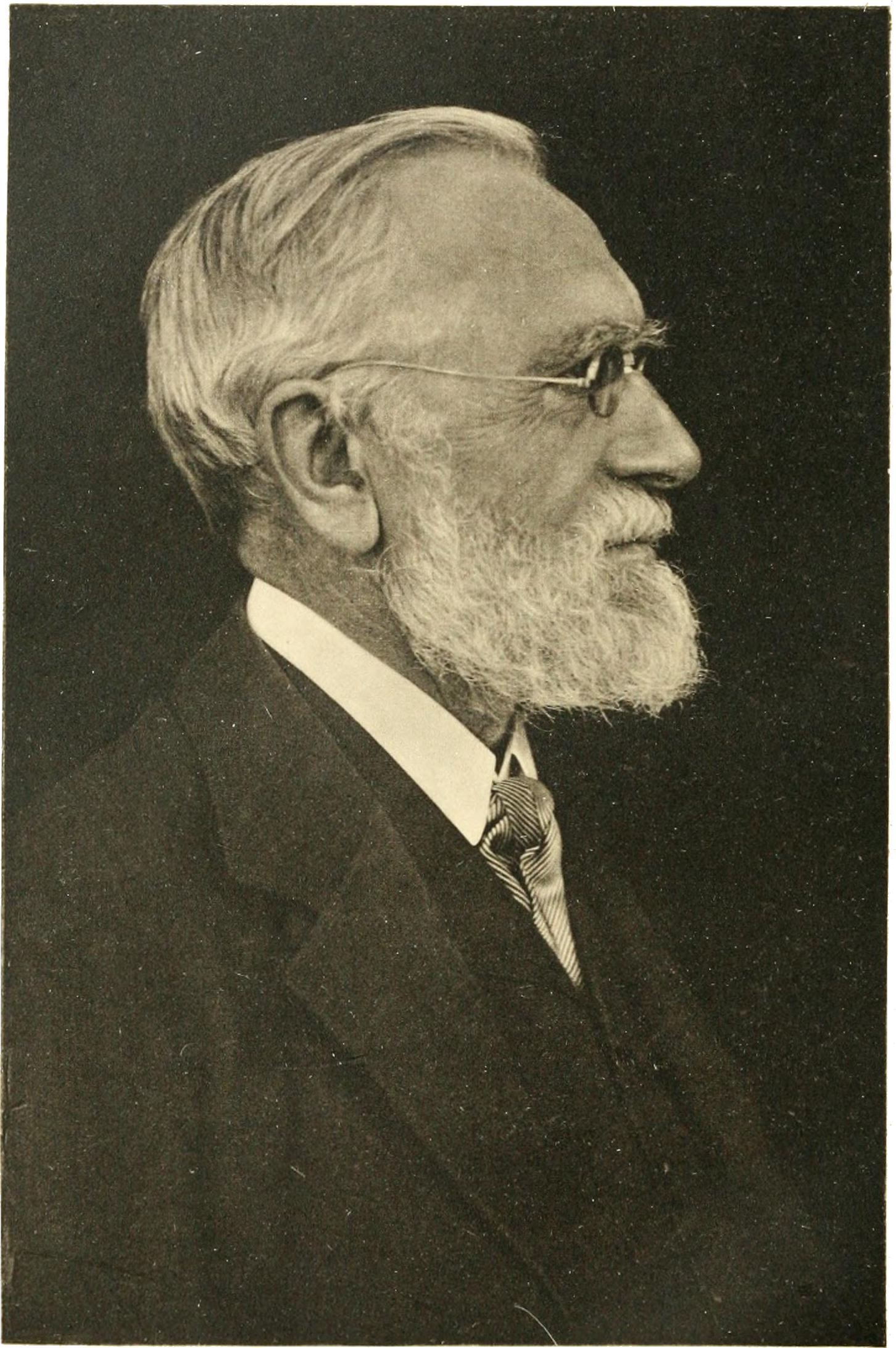
El lingüista alemán August Leskien, miembro de la escuela neogramática

Los neogramáticos (junggrammatiker) fueron un grupo de lingüistas, principalmente alemanes del siglo XIX, que constituyeron una escuela de pensamiento lingüístico que procuró introducir en la lingüística histórica los principios positivistas que triunfaban en la ciencia y la filosofía del momento, esperando renovar la gramática comparada. 
Varias de las tesis de los neogramáticos provocaron la controversia lingüística más importante del último cuarto del siglo XIX. Sus dos representantes más importantes son Hermann Osthoff y Karl Brugmann.

## Posiciones de la escuela
- Los neogramáticos se esforzaron por incluir sus trabajos sobre la lingüística histórico-comparativa dentro de las ciencias naturales, en concreto tomando como modelos la geología y la física. El principio sobre el que basaron este estatus científico fue el de la regularidad de los cambios fonéticos y trataron de establecer leyes fonéticas sin excepciones para resumir los patrones regulares observados.

- La tesis neogramática dice que todos los cambios fonéticos, como procesos mecánicos, tienen lugar de acuerdo con leyes que no tienen excepciones en la lengua correspondiente y que el mismo sonido siempre evolucionará igual; por lo demás, las creaciones analógicas y las modificaciones de determinadas palabras como entidades léxicas o gramaticales formarían parte de los componentes que producen los cambios lingüísticos de todos los períodos históricos. Este principio de inmutabilidad de las leyes de la fonética comparada fue enunciado por Wilhelm Scherer en 1875 y es muy diferente de las ideas de Jacob Grimm, quien admitía que las mutaciones no podían producirse en ciertas palabras o en determinadas partes de palabras, como las excepciones fadar sánscrito / pater latino. Estas diferencias eran explicadas por ellos por otras leyes más complejas, como la Ley de Verner, que completa la ley de Grimm y explica por la posición del acento la evolución fadar / pater. Sin embargo, como seguía habiendo excepciones a pesar de la precisión y creciente complejidad de las leyes fonéticas, los neogramáticos recurrieron a los préstamos lingüísticos (una palabra pasa como prestada de una lengua a otra sin respetar las leyes de los cambios fonéticos) y a las analogías (las formas nuevas creadas en una lengua lo hacen casi siempre por analogía con formas preexistentes, despreciando frecuentemente las leyes fonéticas).[1]

La historia de una lengua es reconstruida por medio de las variaciones registradas en las formas y en los significados de sus palabras, y se sabe que determinadas lenguas están relacionadas porque poseen palabras que mantienen correspondencias formales y semánticas entre sí que no pueden ser atribuidas al simple azar o a préstamos recientes. Si los cambios fonéticos no fueran regulares, si las formas de las palabras estuvieran sometidas a variaciones inmotivadas, inexplicables y fortuitas producidas a través del tiempo, tales argumentos perderían su validez y las relaciones lingüísticas solo podrían establecerse históricamente por medio de la evidencia extralingüística, como ocurre en el campo de las lenguas románicas descendientes del latín.
Hermann Osthoff (autor de la Ley de Osthoff), por ejemplo, expuso que las leyes sonoras siguen un proceso de necesidad ciega, independiente de la voluntad de los individuos; sin embargo, no concebía el lenguaje como una entidad orgánica supraindividual con su propio desarrollo y vida (como proponían Humboldt y otros), sino que existía simplemente en los individuos que forman una comunidad de habla y los cambios lingüísticos eran cambios de los hábitos de las hablas individuales.
Los neogramáticos se ocuparon de los hechos y datos, y de las leyes que los rigen, basándose en la fisiología (para la fonética) y en la psicología para ámbitos tales como los cambios sonoros, las modificaciones o las resistencias analógicas. 
Consideraron muy importantes dos campos para la lingüística histórica: la fonética y la dialectología. 
Por un lado, dieron un vigor muy importante a la fonética descriptiva, en especial en lo concerniente a las lenguas vivas, y en lo que se refiere a la insuficiencia de las letras de las lenguas muertas para informarnos sobre las verdaderas pronunciaciones que tuvieron. 
Por otro, dieron mayor categoría a los dialectos, considerándolos vitales para su investigación científica, por la luz que podían arrojar sobre los cambios lingüísticos, ya que representaban el último estadio dentro de la diversificación de la familia indoeuropea. Los estudios, los atlas, las encuestas, comenzaron a hacerse con seriedad en su periodo.
Dieron, además, la mayor importancia al estudio del préstamo de palabras, y a préstamos lingüísticos en general, como rasgo universal de la historia de las lenguas, y también, a la analogía como tendencia lingüística siempre presente.

## Miembros de la escuela
Los miembros más destacados de la escuela neogramática fueron, por orden cronológico:
- August Leskien (1840-1916)
- Wilhelm Scherer (1841-1886)
- Berthold Delbrück (1842-1922)
- Hermann Paul (1846-1921)
- Hermann Osthoff (1847-1909)
- Karl Brugmann (1849-1919)
- Wilhelm Braune (1850-1826)
- Eduard Sievers(1850-1932)
- Adolf Noreen (1854-1925)
- Otto Behaghel  (1854-1936)

Pueden sumarse a esta corriente el estadounidenses William Dwight Vhitney (1827-1894) y el danés Karl Verner (1846-1896).